# Petko-Slawejkow-Bibliothek Weliko Tarnowo
Die Bibliothek Petko Slaveykow (bulgarisch Регионална народна библиотека „Петко Р. Славейков“ – „Велико Търново“ Regionalna biblioteka Petko Slaveykov) ist eine regionale bulgarische Bibliothek in Weliko Tarnowo, benannt nach dem Schriftsteller Petko Slawejkow.
Die Bibliothek Petko Slaveykow wurde am 15. August 1922 gegründet und erhielt drei Jahre später den Status als drittes Bücher-Archiv in Bulgarien, nach der Nationalbibliothek in Sofia und der Nationalbibliothek in Plovdiv.

## Geschichte
In Weliko Tarnowo gab es eine alte bulgarische Bibliothek. Sie bestand aus Manuskripten und Büchern, königlichen Briefen und Verträgen, Leben und Psalter aus der Zeit des Zweiten bulgarischen Reiches. Die Bibliothek wurde in der Patriarchalkirche St. Peter und Paulus während der osmanischen Herrschaft untergebracht und brannte im Jahre 1842 nieder.